# 原田悟
原田 悟（はらだ さとる、1973年 - ）は、日本の剣道家（教士八段）・警視庁警察官・元剣道日本代表。福島県伊達市出身。現在警務部教養課剣道指導室師範・警部
全日本剣道選手権大会には、奉職直後の1996年から出場し、優勝1回・準優勝2回・三位3回の実績を残した。特に2005年大会では、9年越しの悲願であった初優勝をもぎ取り、称賛を浴びた。2009年からは完全に指導者の立場になった。実弟は原田賢治（福島県警察所属）。2005年・2006年・2008年・2009年の全日本剣道選手権大会には、兄弟で出場した。

## 経歴
- 1973年 - 福島県に生まれる。
- 1989年4月 - 福島県立福島高等学校に入学（一般入試入学）
- 1992年4月 - 筑波大学体育学群に入学。
- 1996年4月 - 警視庁に奉職。現在に至る。
- 1996年11月- 全日本剣道選手権大会に初出場し、準優勝。
- 2005年11月- 全日本剣道選手権大会で初優勝。
- 2006年12月- 世界剣道選手権大会に初出場。個人戦に出場したが、準々決勝で敗退。
- 2007年1月 - 現役引退。助教就任。
- 2008年11月- 全日本剣道選手権大会に11度目の出場を果たす。
- 2009年11月- 全日本剣道選手権大会に12度目の出場を果たす。

## 戦績
全日本剣道選手権大会
- 出場回数：12回
- 1996年：準優勝
- 1997年：1回戦敗退
- 1998年：第三位
- 2000年：第三位
- 2001年：3回戦敗退
- 2002年：第三位
- 2003年：ベスト8（優秀選手賞）
- 2004年：準優勝
- 2005年：優勝
- 2006年：3回戦敗退（優秀選手賞）
- 2008年：2回戦敗退
- 2009年：ベスト8(優秀選手賞)

全国警察剣道大会（団体）
・優勝：1996年・2002年-2003年
世界剣道選手権大会
・2006年台湾大会：個人戦ベスト8

## 人物
- 弟の原田賢治が福島県警察に所属している。
- 全日本剣道選手権大会には奉職同年に初出場したが決勝で宮崎正裕(神奈川県警察)に敗退する。その後も三位を三回記録し、第52回大会では決勝に進出するも鈴木剛(千葉県警察)に延長戦の末に面を決められ敗退する。その翌年にも決勝に進出し警視庁の後輩・内村良一(東京)に勝利し初優勝する。しかし、翌年は三回戦で大学の後輩の高鍋進(神奈川県警察)に相面で敗退してしまった。
- その他の大会では全国警察大会で団体優勝3回だけしかない。個人戦でも準々決勝で寺本将司(大阪府警察)に敗れるなど全日本剣道選手権大会以外での個人戦はあまり上に行けなかった。